# 练马区立美术馆

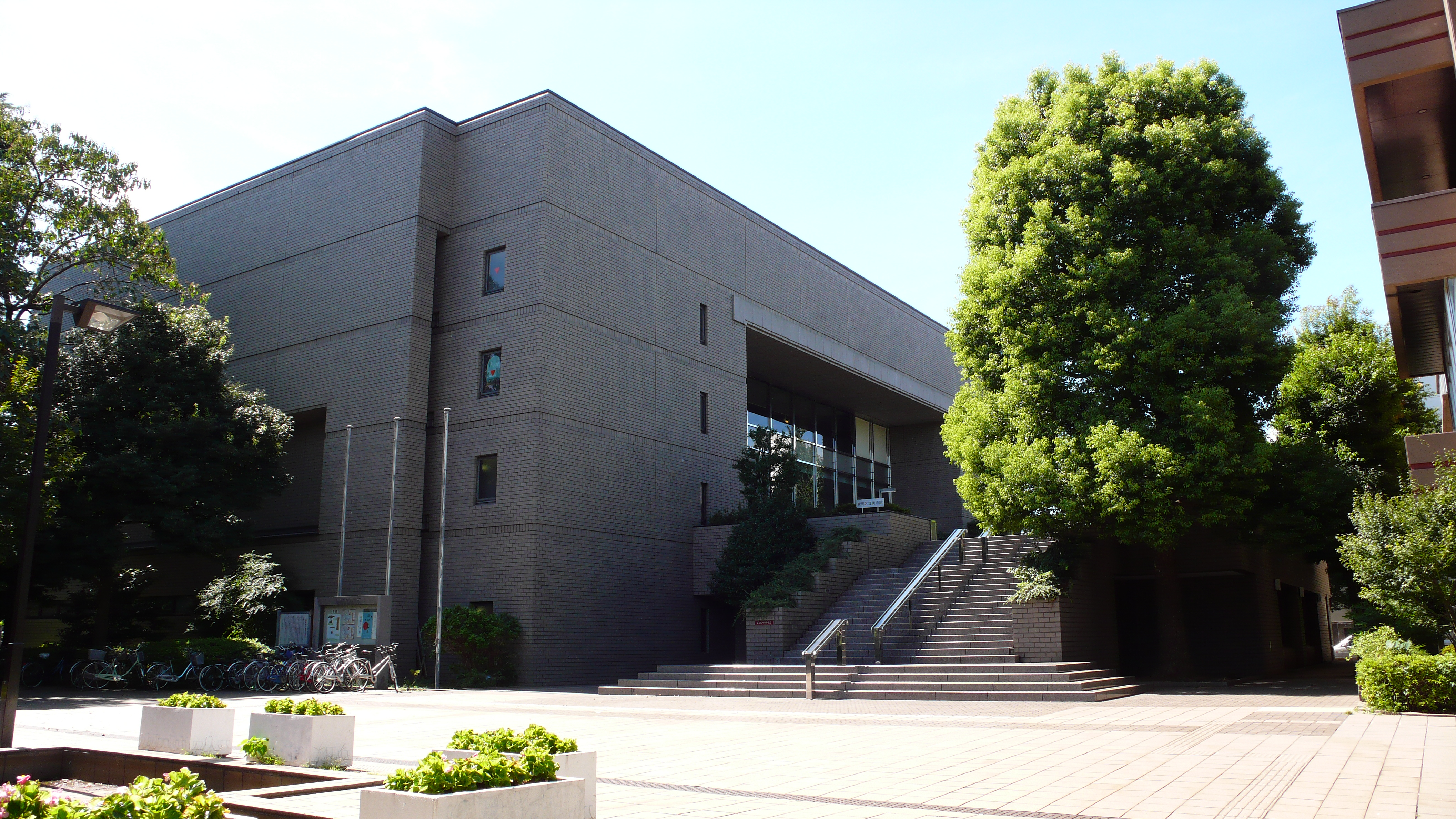
练马区立美术馆

练马区立美术馆（日语：練馬区立美術館）是一座位于东京都练马区的美术馆。練馬區立貫井圖書館和該美術館位於同一建築內。

## 历史
1985年10月1日建成开馆，馆藏6,700幅日本现代和当代西方绘画。

## 营业时间
- 周二至周日：上午十点至下午六点
- 周一闭馆

## 交通
- 西武铁道池袋线中村桥站

## 主要藏品
- 叆光「葡萄」（1934年）
- 鹤冈政男「物乞う人(辻楽師)」（1950）
- 小野木学「群像」（1953）
- 野见山晓治「丘(クレーン) 」（1957）
- 中村宏「蜂起せよ少女 」（1959）
- 山口长男「野形」（1960）
- 白发一雄「文覚 滝の行」（1972）
- 高松次郎「影」（1978）